# Huns
Pour les articles homonymes, voir Hun.
Les Huns sont un ancien peuple (ou, selon certaines sources, une confédération,) nomade originaire de l’Asie centrale, dont la présence en Europe est attestée à partir du IVe siècle et qui y établirent le vaste empire hunnique. L'origine des Huns est discutée : bien que dès le XVIIIe siècle, l'orientaliste français Joseph de Guignes les ait reliés aux Xiongnu, nomades présumés proto-turcs ou mongols voisins septentrionaux des Chinois, suggérant qu'ils étaient leurs descendants jusqu'au Ier siècle et que de nombreuses études ultérieures se soient attachées à démontrer ou infirmer cette parenté, aucun consensus n'a encore été établi sur le sujet. Néanmoins, la plupart des études de paléogénétique évoquent un lien entre les Xiongnu et les Huns.
Les Alkhon, parfois appelés Huns iraniens, ont également conquis des régions situées dans ce qui correspond aujourd'hui au Nord-Ouest de l'Inde, à l'Est du Pakistan et une partie de l'Afghanistan. Les Shvetahûna (ou Huns blancs) étaient quant à eux, plus probablement établis sur l'Iran et le Nord ouest Pakistan. Leur proximité géographiques les ont fait se confondre pendant un temps chez les historiens. Les Kidarites ou Huns rouges, sont une autre ensemble des Huns de cette région. Vassaux de l'Empire kouchan, ils sont tous deux de culture gréco-bouddhique.
Les Huns ont joué un rôle important dans le cadre des grandes invasions qui contribuèrent à l'écroulement de l'Empire romain d'Occident. Sous le règne d'Attila, l'empire est unifié mais ne lui survit pas plus d'un an. Les descendants et successeurs des Huns occupent encore diverses parties de l'Europe de l'Est et d'Asie centrale entre les IVe et VIe siècles, et laissent encore quelques traces dans le Caucase jusqu'au début du VIIIe siècle.
Il semble que les Huns parlaient un langage propre, mais peu de traces en demeurent et sa famille linguistique est encore sujette à débat. Selon les théories dominantes, il s'agirait d'une langue turque, mais d'autres langues étaient parlées dans l'espace hunnique, y compris des langues germaniques orientales : Attila est un nom gotique. 
Leur puissance militaire était principalement basée sur l'emploi d'archers montés.

## Dénomination
Les Huns sont connus sous différents noms dans les textes anciens : Khounn, Hounn, Xoûvoi, Xoóvvoi, Ouvvoi, Hunni, Chunni, Xionites (en). Les sources chinoises les dénomment Hiong-nou, Xwn ou Xiongnu,. Les historiens russes les appellent Hunu (russe : Хуну) et les Mongols Hünnü (mongol : Хүннү) et les considèrent comme leurs ancêtres depuis le XXIe siècle.

## Caractères ethnolinguistiques

### Corpulence
Les Huns occidentaux sont décrits par les Romains et les Goths comme des hommes trapus, de petite taille, avec une tête large, le cou épais et de larges épaules, le torse bombé et un tronc épais sur des jambes courtes. Leurs traits sont décrits comme mongoloïdes, avec leur teint brun, leur nez écrasé et l'absence de barbe.
Toutefois, selon Iaroslavl Lebedynski, ces descriptions d'époque « confinent à la caricature et, comme toujours, soulignent les types les plus exotiques pour l'œil de l'observateur ». L'analyse des restes humains retrouvés dans les tombes de culture hunnique montre, avec une grande marge d'incertitude, des types variés : mongoloïde, europoïde et métissés, de taille et conformations diverses. Les analyses des marqueurs phénotypiques montrent que tous les Huns étudiés avaient les yeux et les cheveux sombres.

### Ethnicité

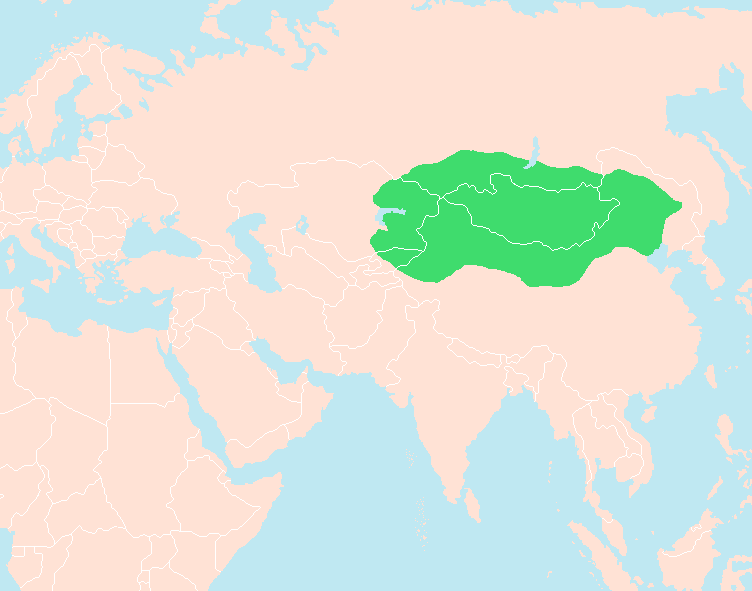
Domaine et influence de Xiongnu sous Modu Chanyu vers 205 av. J.-C., lieu présumé d'origine des Huns.

Linguistiquement, d’après l’onomastique, on distingue une couche turque et une couche iranienne mais aussi gotique et d'autres d'origine inconnue. En effet, les Huns occidentaux forment une fédération de peuples turco-mongols, indo-iraniens, germaniques et slaves par une politique d'assimilation des peuples vaincus tout au long de leur migration jusqu'aux frontières de l'Empire romain (phénomène de l'ethnogenèse). Comprenant dans leurs rangs des Goths et des Alains (iraniens), on peut donc parler de ligue alano-germano-hunnique.
La couche turque ou proto-turque pourrait correspondre au noyau proprement hunnique ou d'un de ses groupes dirigeants ; la couche iranienne correspondant aux différents groupes iranophones assimilés par les Huns au cours de leur histoire. La langue hunnique se retrouverait actuellement dans le hongrois, l'estonien et le finnois, toutes trois des langues finno-ougriennes, mais cette origine reste discutée.
Selon Lebedynski, il est difficile de cerner l'identité des peuples hunniques, car ils se situent dans une phase de transition, à la charnière de deux ères ethnoculturelles. Ils ont remplacé ou absorbé les vagues nomades précédentes iranophones, avant de recevoir les vagues nomades turcophones qui s'installent durablement.
Plusieurs études de paléogénétique ont étudié des restes de cimetières hunniques : Damgaard et coll. 2018 montrent que les Huns étaient d'origine mixte est-asiatique et ouest-eurasienne. Les auteurs de l'étude suggèrent que les Huns descendaient des xiongnu s'étant étendues vers l'ouest et mélangées à des Sakas (branche orientale des peuples scythes),.
Neparáczki et coll. 2019 ont examiné les restes de trois hommes de trois cimetières hunniques distincts du Ve siècle dans le bassin pannonien. Ces hommes étaient porteurs des haplogroupes paternels Q1a2, R1b1a1b1a1a1 et R1a1a1b2a2. Dans l'Europe moderne, Q1a2 est rare et a sa fréquence la plus élevée parmi les Sicules. Il a été déterminé que tous les mâles étudiés avaient les yeux bruns et les cheveux noirs ou bruns, et qu'ils étaient d'ascendance mixte européenne et asiatique. Les résultats sont cohérents avec une origine xiongnu des Huns. Dans une étude interdisciplinaire, Savelyev & Jeong 2020 n'ont trouvé aucune preuve claire de continuité entre les Xiongnu et les Huns, et ont conclu qu'aucune preuve génétique ne suggérait que la composante steppique des Huns était dérivée du Xiongnu ou d'autres populations de la steppe orientale.
Néanmoins, Keyser et coll. 2020 constatent que les Xiongnu partagent certains haplotypes paternels et maternels avec les Huns, et suggèrent sur cette base que les Huns descendent de Xiongnu, qui, eux-mêmes descendaient de tribus scytho-sibériennes. Une nouvelle étude de paléogénétique basée sur une analyse du génome entier publiée en 2022 suggère que le « noyau d'immigrants » de Huns est originaire de la Mongolie actuelle, et que leur origine remonte bien aux Xiongnu.

### Déformation crânienne artificielle

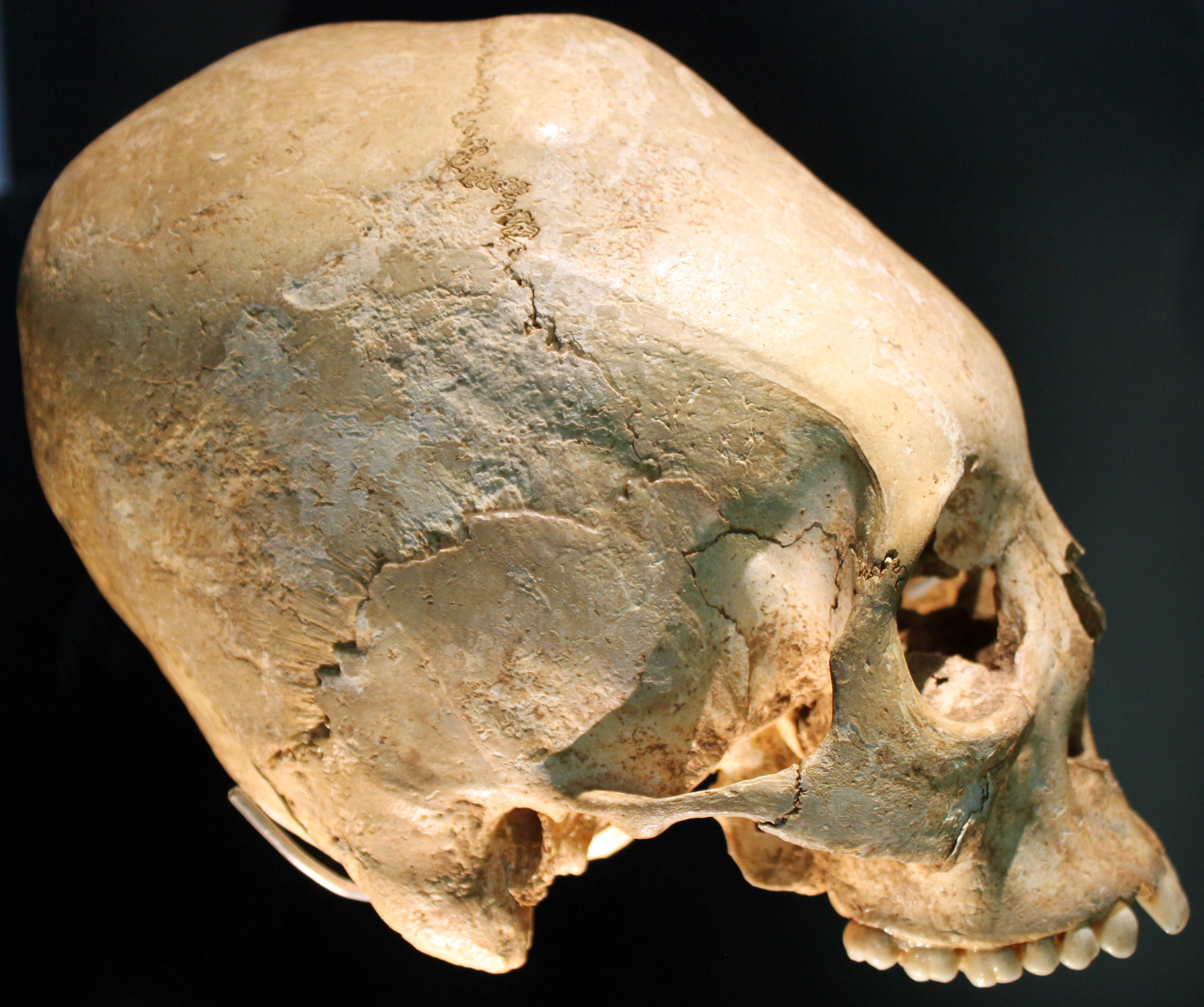
Crâne déformé, culture alémanique du début du VIe siècle, Landesmuseum Württemberg

Divers archéologues ont fait valoir que les Huns, ou la noblesse des Huns, ainsi que les aristocrates germains sous leur influence, pratiquaient la déformation volontaire du crâne consistant, durant la petite enfance, à allonger artificiellement le crâne par un système de bandages ou de coiffe orientant la croissance de l'os. Les raisons sont esthétiques (conformité à un type idéal) ou sociales (preuve d'appartenance à un groupe). Le but de ce processus était de « créer une distinction physique claire entre la noblesse et la population en général ».
Alors qu'Eric Crubézy s'est prononcé contre une origine hunnique de cette pratique, la majorité des savants tiennent les Huns pour responsables de la propagation de cette coutume en Europe. Cette déformation volontaire était aussi courante chez les Alains à partir du IIe siècle, qui furent vaincus par les Huns à la fin du IVe siècle, une partie restant soumise alors que la plupart est refoulée vers l'ouest.
Cette déformation volontaire existait aussi chez d'autres peuples également appelés Huns en Asie. Parmi les Germains orientaux, cette pratique se retrouve surtout chez les femmes. Ils abandonneront cette pratique après la défaite des Huns.

## Histoire
L'histoire proprement dite des Huns commence vers 370, lorsqu'ils apparaissent en Europe. Selon Jordanès, les Goths croyaient que les Huns étaient issus de sorcières et d'esprits impurs. La question de leur origine exacte reste discutée.

### Origine

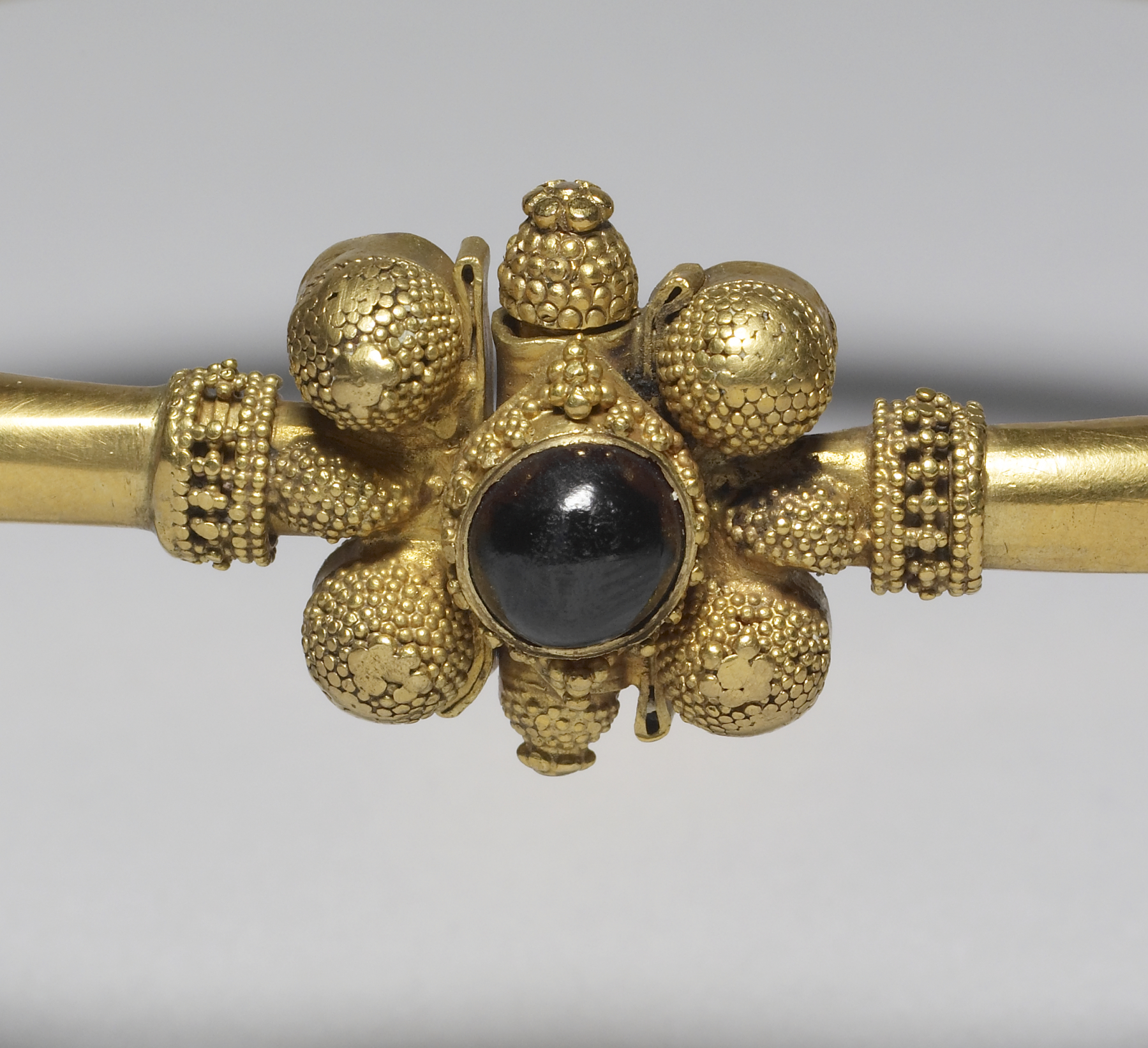
Détail de bracelet en or et grenat hunnique, Ve siècle, Walters Art Museum

En 1756, Joseph de Guignes, dans son Histoire générale des Huns, des Turcs, des Mongols et autres Tartares orientaux, suggère que les Huns seraient les descendants des Xiongnu occidentaux établis sous Zhizhi en Asie Centrale, vers les années 40 av. J.-C. Vaincus par les Chinois, ils auraient migré vers l'ouest, atteignant le Don vers 370 ap. J.-C. Cette hypothèse est toujours admise par l'école archéologique russe, laquelle tend à considérer que les Huns sont des Huns d'Europe, et les Xiongnu des Huns d'Asie.
Les spécialistes occidentaux modernes contredisent (notamment Otto John Maenchen-Helfen) ou négligent cette hypothèse, entre autres sur des arguments archéologiques. Par exemple, l'art animalier typique des Xiongnu est absent chez les Huns d'Europe. Selon Lebedynsky, si les Huns sont issus d'un groupe xiongnu, ils auraient perdu en route une partie de leur culture d'origine et assimilé d'autres traditions et d'autres composantes ethniques, en particulier iraniennes ; « les preuves d'une éventuelle identité sont bien ténues. La ressemblance des deux noms ne veut évidemment rien dire ».

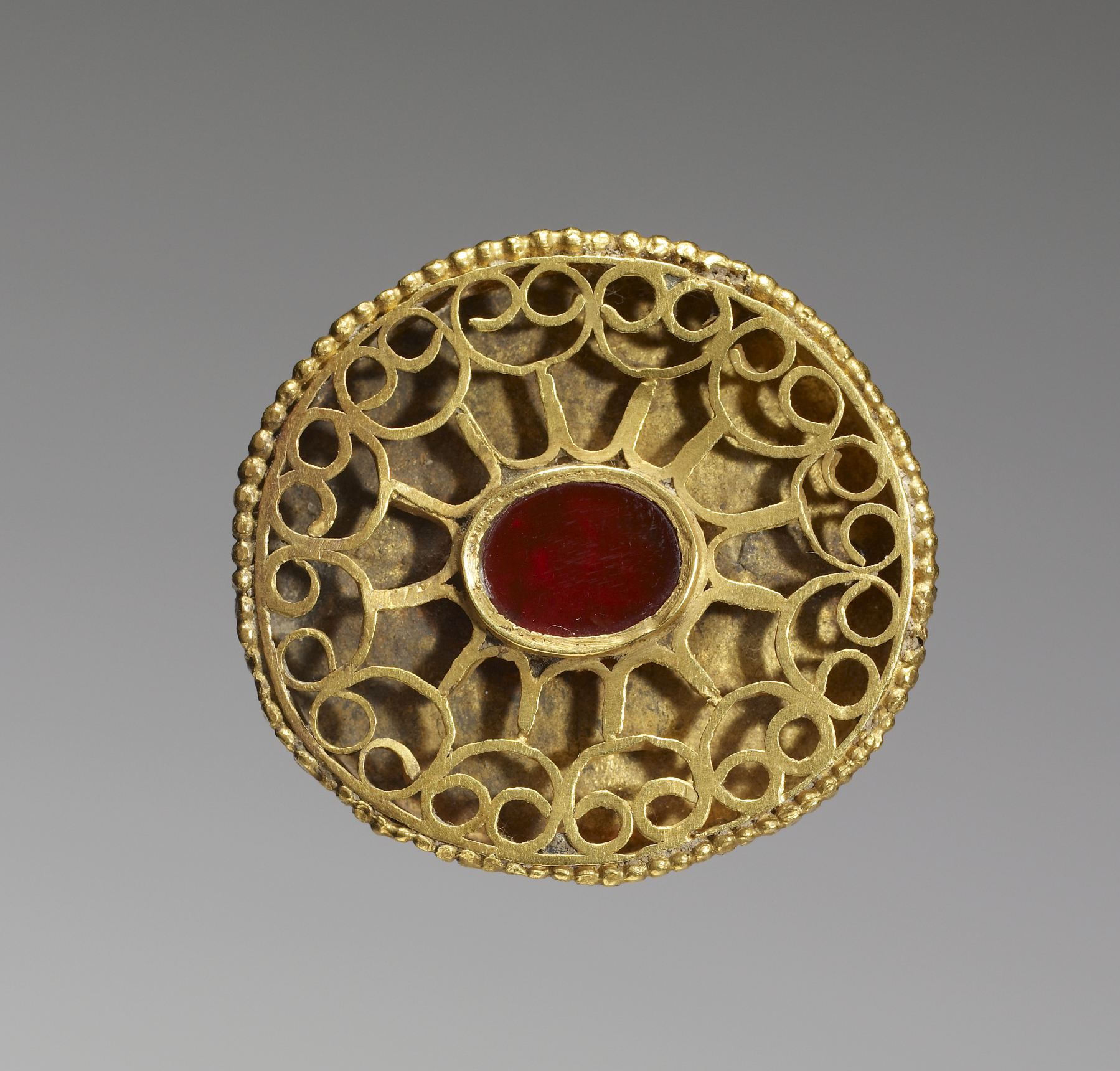
Fibule ovale ajourée sertie d'une cornaline et décorée d'un motif géométrique en fil d'or. Les perles d'or le long du bord sont caractéristiques de l'artisanat hunnique. IVe siècle

D'autres opposent une démonstration selon laquelle, en 313, un marchand sogdien, décrivant avec précision les pillages des Xiongnu méridionaux en Chine, les appelle Xwn, qu'on doit rapprocher de Huns et de Xiongnu (˓χi̯wong ˓nuo). Ce rapprochement ne pose pas de problème aux spécialistes de phonologie chinoise, ce nom étant toujours donné comme équivalent de celui des Xiongnu dans toutes ses premières occurrences centre-asiatiques : les traductions bouddhiques de Dharmarakṣa (« protection du dharma », en chinois : 竺法护, zhú fǎhù), un Yuezhi de Dunhuang, qui, en 280, traduit le Tathāgataguhya-sūtra (perdu mais dont on a une version tibétaine qui donne Hu-na) du sanskrit en chinois et rend Hūṇa par Xiongnu, puis en 308 fait de même dans sa traduction du Lalitavistara (conservé). De même, l’onomastique sogdienne des graffitis caravaniers sogdiens du haut Indus utilise fréquemment le prénom ou surnom Xwn, alors qu’il n’existe plus dans les corpus postérieurs (documents chinois de Turfan), ce qui reflète la présence d’envahisseurs huns en Sogdiane et la fusion des populations durant une période précise.
Une autre hypothèse suggère aussi que les Huns seraient issus d'une ethnie dominée par les Xiongnu dans leur aire d'influence, dont l'ethnie dirigeante a été exterminée par les Chinois, et qui auraient gardé le nom prestigieux des Xiongnu. Des passages du Wei Shu parlent de « restes des descendants des Xiongnu », ce qui implique la survie de leur identité loin au nord, très au-delà du champ de vision des sources chinoises. Les Huns d'Asie centrale prennent la suite des Xiongnu et s’affirment leurs héritiers.
Les études génétiques récentes (2019) montrent que les haplogroupes de l'âge hunnique sont cohérents avec l'ascendance Xiongnu des Huns européens. La plupart des individus portent des haplogroupes Y est-euroasiatique, typiques des populations modernes du nord-est de la Sibérie et des populations bouriates, et leurs loci autosomaux indiquent des caractéristiques asiatiques non mélangées.

### Les Huns en Europe

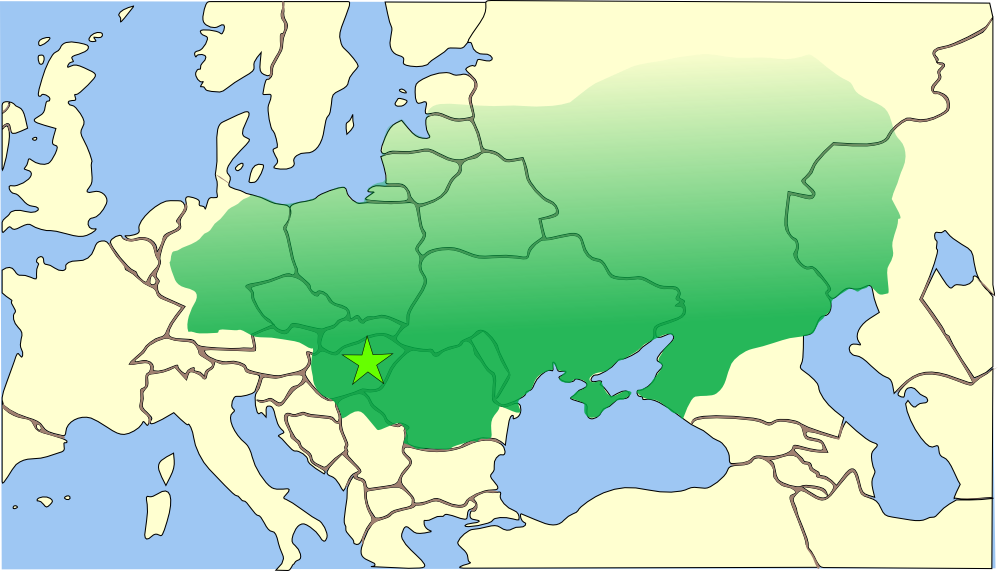
L’empire des Huns s’étendit des steppes de l’Asie centrale jusqu’à l’actuelle Allemagne et du Danube jusqu’à la mer Baltique.

Selon l'historien Jordanès, les Huns arrivèrent en Europe, en franchissant la Volga, vers 375, sous la conduite d’un roi appelé Balamber. Ils établirent leur domination sur un peuple nomade vivant au nord du Caucase, les Alains, ainsi que sur les Ostrogoths. L’arrivée des Huns déclencha les « grandes invasions » par la fuite des Goths d'Ukraine et de Moldavie en territoire romain.
Les Huns se divisèrent par la suite en deux états rivaux, les Kutrigur et les Uturgur.

### Les Huns en Asie
L'histoire des Huns d'Asie est moins bien connue que celle des Huns d'Europe. Elle repose sur des sources numismatiques et sigillaires, des textes souvent obscurs, et de rares données archéologiques.
Leurs manifestations historiques sont représentés par les Kidarites et surtout par les Hephtalites.
Ces « Huns blancs », nommés par les Indiens en sanskrit : Shvetahuna (IAST śvetahūna, de śveta, blanc et hūna, hun), Hephthalites par les Grecs, Yeta, Yàdā (sinogramme traditionnel 嚈噠) ou Yàndá (sinogramme traditionnel 厭達, sinogramme simplifié 厌哒) par les Chinois sont établis sur un vaste espace triangulaire entre la mer d'Aral au Nord-Ouest, le lac Bosten au Nord-Est et le Miani Hor (en) au Sud. On les rattache généralement aux autres peuples appelés Huns. Ils jouent un rôle important dans l'histoire de l'Asie centrale, de la Perse et de l'Inde.
Les Chinois les mentionnent pour la première fois en 125 comme vivant au sud de la Dzoungarie, sous le nom de Hua. Ils franchissent le Syr-Daria avant 440 et envahirent la Transoxiane (habitée par les Sogdiens), la Bactriane et le Khorasan, au Nord-Est de la Perse. Un historien arménien du Ve siècle, Elishe Vardapet, mentionne une bataille entre l'empereur sassanide Yazdgard II (438-457) et les Hephthalites en 442. Plus tard, vers l'an 500, ils prennent possession des oasis du bassin du Tarim, pourtant beaucoup plus proche que la Transoxiane de leur territoire d'origine.

### Après les Huns

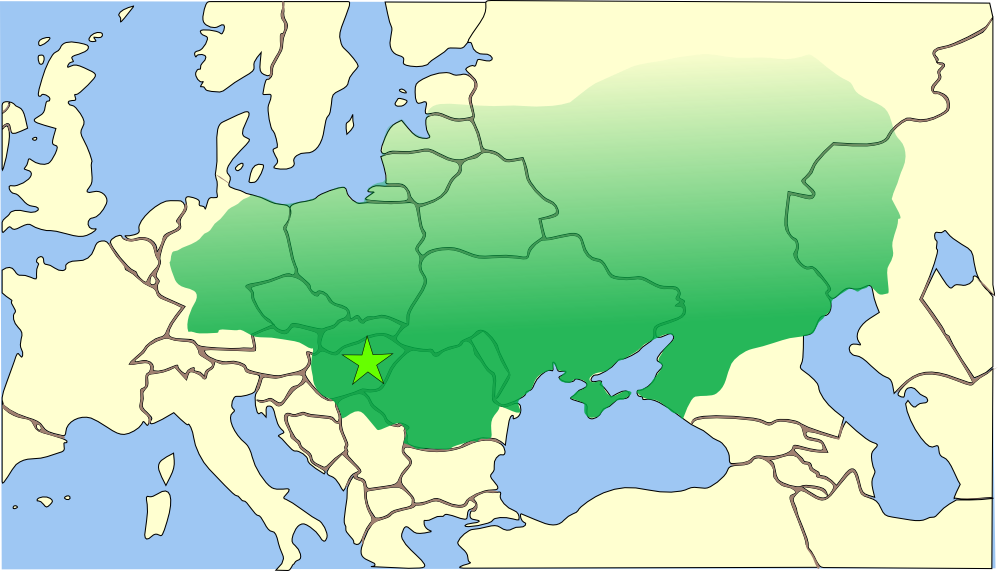
L’empire des Huns s’étendit des steppes de l’Asie centrale jusqu’à l’actuelle Allemagne et du Danube jusqu’à la mer Baltique.

La question des descendants ou héritiers des Huns est aussi discutée que celle de leur origine.
Les peuples turcs sont des nomades originaires de l'Altaï. Les Göktürks (signifiant turcs bleus) sont vus par les Chinois comme un rameau détaché des Xiongnu (Huns), et par les Iraniens comme une nouvelle vague hunnique. Au VIe siècle, ils sont en expansion jusqu'au Danube.
La transcription en latin par Grégoire de Tours au VIe siècle, dans « Histoire des Francs » (Historiarum Francorum), du nom des dirigeants de l'empire hunnique au Ve siècle, était déjà gaganus,. Le terme de qagan ou khagan est conservé par les peuples turcs et Mongols d'Asie centrale pour désigner l'empereur.

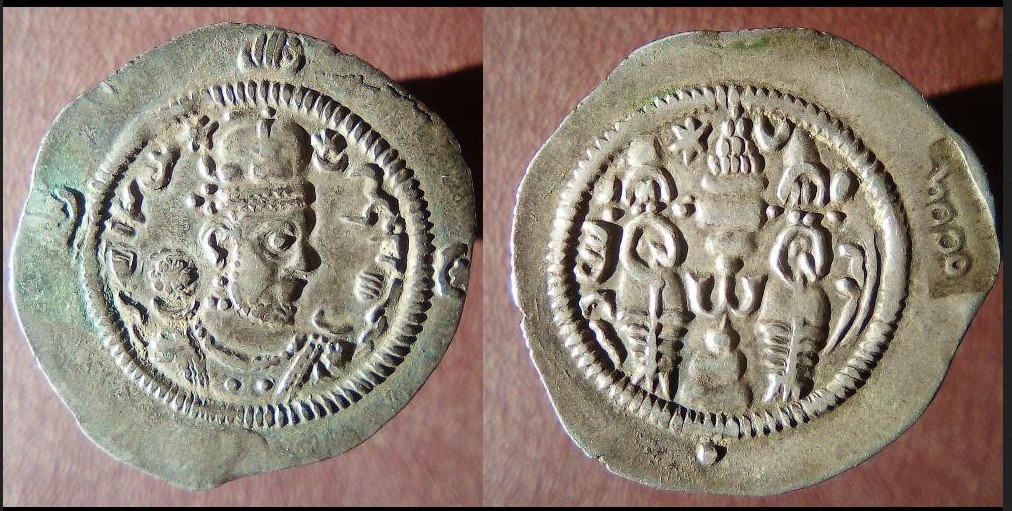
drachme frappée par les Huns nezaks à Balkh d'inspiration sassanide, avec une contremarque au revers « Φρορο » (Phroro) du roi nommé Phromo Kesaro, « césar de Rome »

Au VIIIe siècle, les Huns Nezaks s'allièrent à l'Empire byzantin pour lutter contre la conquête islamique. Un roi est connu sous le nom de Phromo Kesaro (César de Rome), titre qu'il fait figurer sur ses monnaies d'inspiration sassanide.
Nicolas Poppe et Vassili Barthold ont émis l’hypothèse que les Tchouvaches, peuple de langue turque vivant près de la Volga, seraient les descendants des Huns[réf. nécessaire]. Ils ont un parler assez différent des autres langues turques, ce qui suppose une séparation précoce.
Les Avars apparaissent en Europe au VIe siècle, refoulés par les Gökturks, de la Volga à l'Ukraine. Ils sont représentatifs d'un phénomène de recomposition et de « recyclage » des peuples de la steppe, avec adoption d'un nouveau nom ou de la reprise d'une ancienne appellation prestigieuse.
L'existence de traces hunniques est aussi discutée chez les Bulgares et les Khazars. Elle apparaît comme vraisemblable chez les bulgares, peuple mélangé d'éléments divers, turcophones et persanophones, et probable chez les Khazars qui auraient absorbé les derniers Huns du Daghestan.
Selon Lebedynsky, l'origine hunnique des Magyars est une vieille légende qui n'a pas de fondement historique. Toujours vivace dans la tradition populaire hongroise, cette légende représente un mythe d'origine forgé lors de la christianisation de la Hongrie.
En Asie, des populations ou des dynasties médiévales se présentent aussi, ou sont présentées, comme d'origine hunnique, notamment sur le territoire de l'actuel Afghanistan, comme les Zunbils.

## Aspects socio-culturels

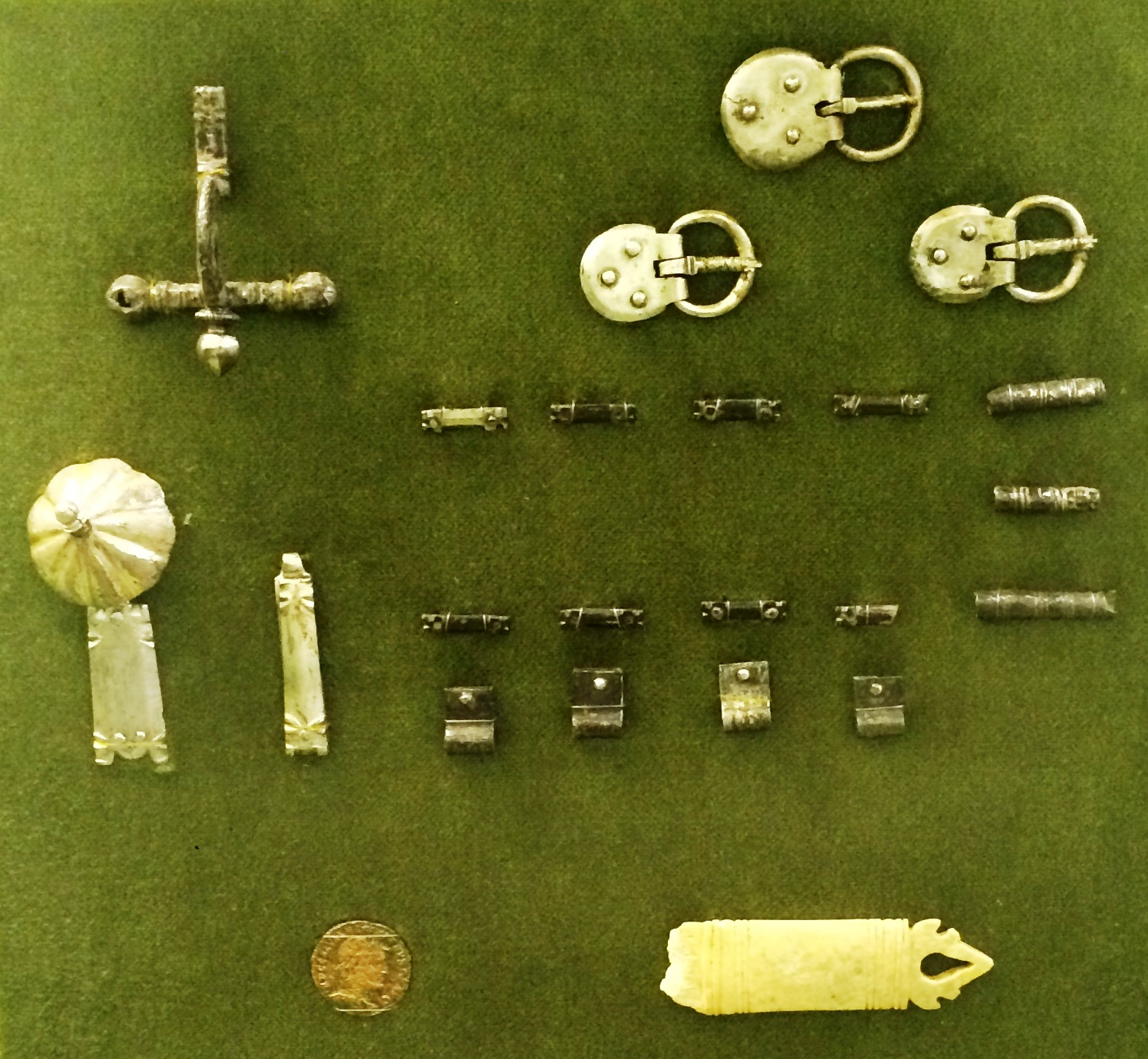
Artefacts issus de la période hunnique en Hongrie (Ve siècle), découverts près de Budapest.

Ces États nomades avaient de bonnes connaissances dans la maîtrise du cheval, grâce à leur promptitude et à leur mobilité, ainsi qu’à l’adresse de leurs cavaliers, entraînés dès leur plus jeune âge. Cette habileté, associée à l’utilisation de l’arc à branche inférieure plus courte, pour le tir à cheval, fut un avantage lors des nombreuses batailles que livrèrent les Huns.
La société hunnique était une société aristocratique, les maisons occupant de père en fils les postes dirigeants, militaires et civils. Le reste de la population se composait de guerriers-éleveurs-chasseurs, et dans les villages, de guerriers-artisans et guerriers-paysans. Il existe des esclaves (prisonniers de guerre), mais qui peuvent être affranchis et s'intégrer parmi les Huns,.
Les Huns sédentarisés sur le territoire hongrois et finlandais d'aujourd'hui furent des éleveurs consommant principalement de la viande (en abondance, qu’ils mangent crue et qu’ils font aussi sécher) et des produits laitiers. La chasse avait également une grande importance dans leur économie, notamment la chasse des grands-rois pour l’alimentation de l’armée (cette chasse royale est une sorte de grande manœuvre préliminaire à la guerre).
Leur bétail fournissait également le cuir, la laine et les os. Le cuir servait à la fabrication des bottes, du harnachement, du carquois ; la laine à celle du feutre des tentes, des capes et peut-être des tapis.

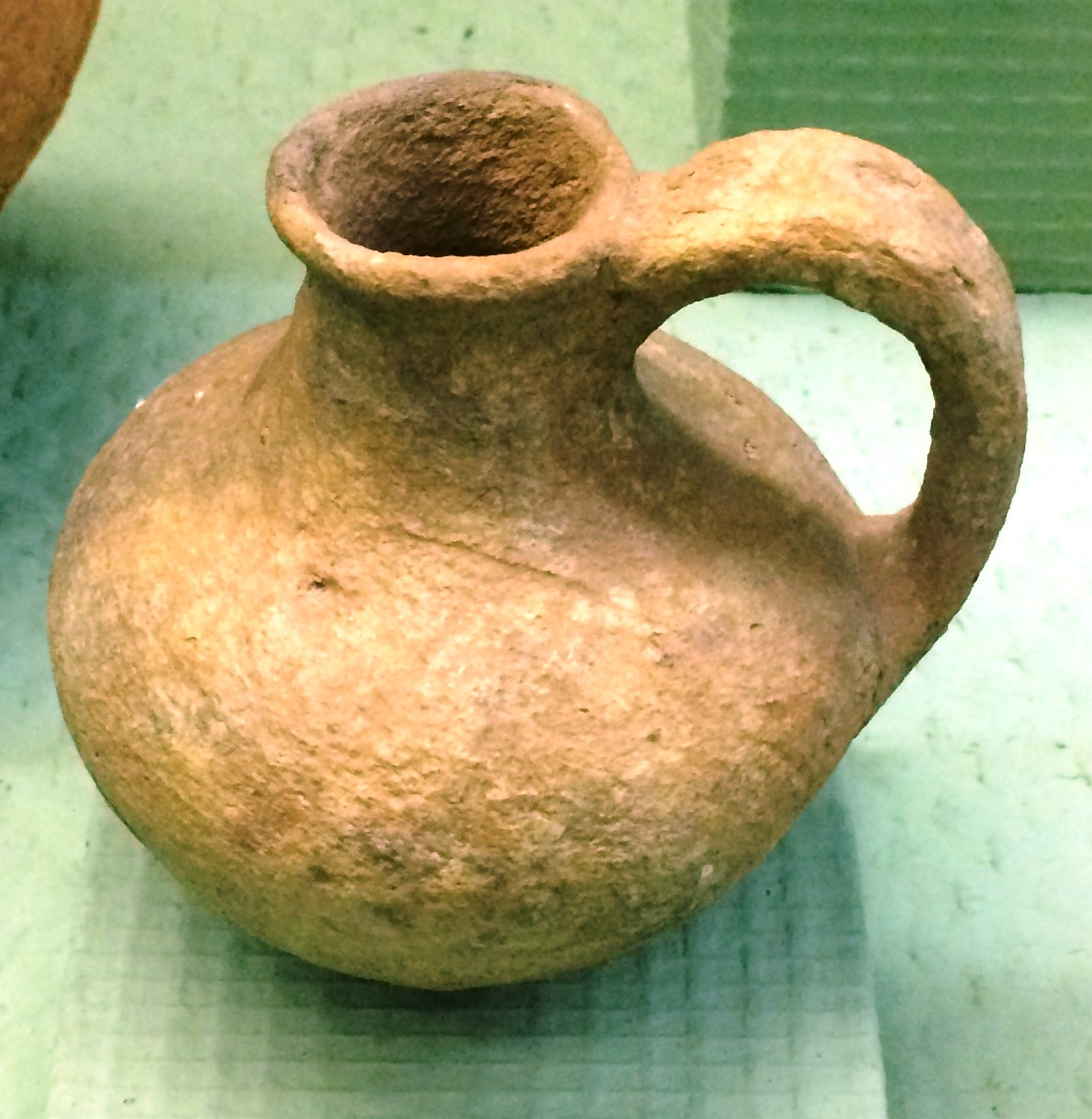
Poterie de la période hunnique en Hongrie (Ve siècle), découverte près de Budapest.

L’archéologie témoigne de l’arrivée et de la progression des Huns en Europe au IVe siècle. D’importants vestiges hunniques ont été découverts dans plusieurs centres : dans la région de Saratov et celle de Volgograd, sur les deux rives d’un gué important de la Volga ; dans la région centrale du Caucase du Nord ; près de la Caspienne, au Daghestan ; de la région du bas Dniepr à la Crimée (Dnipro, Zaporijjia, Chersonèse).
Les éléments caractéristiques retrouvés sont un type particulier de chaudron, la présence dans les tombes d'une peau de cheval ou d'un cheval empaillé, un modèle de selle en bois à hautes arcades. L'art hunnique est principalement non-figuratif : plaques métalliques (par exemple, diadème en or) ornées d'écailles et de décors colorés le plus souvent rouges (grenat, cornaline, verre).
Cinq guimbardes datant de l'époque des Huns ont été découvertes dans la chaîne de montagnes de l'Altaï, entre la Russie, la Chine, la Mongolie et le Kazakhstan. Une de celle-ci, trouvée à Tcheremchanka en Russie, date du IVe siècle et mesure 10,9 centimètres de long et 8,3 centimètres de large. Elle est taillée dans des côtes de vaches ou de chevaux et comporte trois lamelles vibrantes. Son état de conservation est si bon qu'elle peut toujours produire des notes de musique.

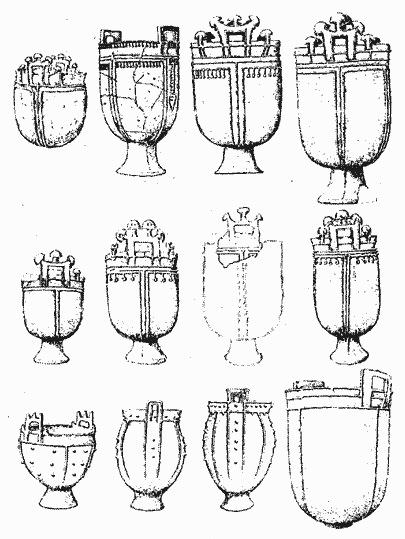
vases huns

La religion des Huns est très mal connue. Attila fondait son pouvoir sur la possession d'une épée sacrée, celle du dieu de la guerre. On connaît des figurines zoomorphes plaquées d'or, rappelant des chevaux ou des cervidés, qui pourraient avoir une signification religieuse. Les Huns avaient des devins qui lisaient l'avenir dans les entrailles d'animaux, ou par scapulomancie (omoplate de mouton mise au feu, et dont on interprète les craquelures de chauffage).
Les populations soumises conservaient leurs traditions et leurs rois, en fournissant tributs et contingents militaires. Il se forma ainsi une aristocratie multinationale d'origine diverse : Huns, Alains, Sarmates, Germains, Romains tardifs… élaborant une culture commune. Cette culture a durablement influencé les royaumes d'Europe centrale, et les royaumes à direction germanique comme la Gaule mérovingienne.
Un important site archéologique comportant des objets attribués aux Huns a été découvert à Altÿnkazgan au Kazakhstan, à l'est de la mer Caspienne.

## Art militaire

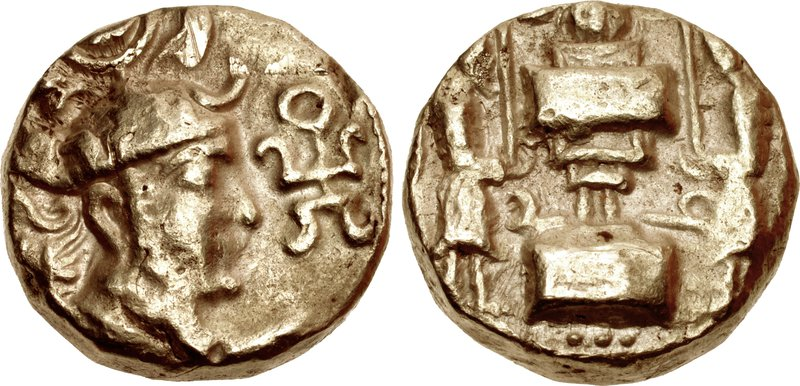
Roi hunnique indéterminé. Sind. Ve siècle

Le guerrier hun était d'abord un archer monté classique, puis au contact d'autres peuples guerriers, l'armée des Huns est devenue plus diversifiée.

### Équipement
Aspect dominant chez les Huns, leur efficacité militaire était due à la qualité de leurs archers montés, à la résistance et au nombre de leurs chevaux, et à leurs qualités de cavaliers. Ils n'avaient pas d'étriers, bien que ceux-ci soient déjà connus en Asie. Ils disposaient d'une stabilité suffisante, sur leurs petits chevaux, par des selles rigides à arcades hautes.
Leur arme principale était un arc de grande taille à renforts d'os, probablement asymétrique avec une branche inférieure plus courte pour le tir à cheval. Ils utilisaient des carquois en écorce de bouleau ou en cuir et différents types de pointes de flèches : pointes en fer à trois ailettes (les plus utilisées), plates losangiques et massives en forme de clous, et celles en os servant pour la chasse.
Le reste de l'équipement était composé d'un lasso, et d'une épée longue, relativement mince, à double tranchant et souvent munie d’une garde de fer. L'épée longue était l’arme offensive principale, elle pouvait s'accompagner d'un poignard, ou d’un coutelas à un seul tranchant, spécifiquement hunnique. Les pointes de lances sont rarement retrouvées, mais cela ne signifie pas qu'elles n'étaient pas utilisées au combat.

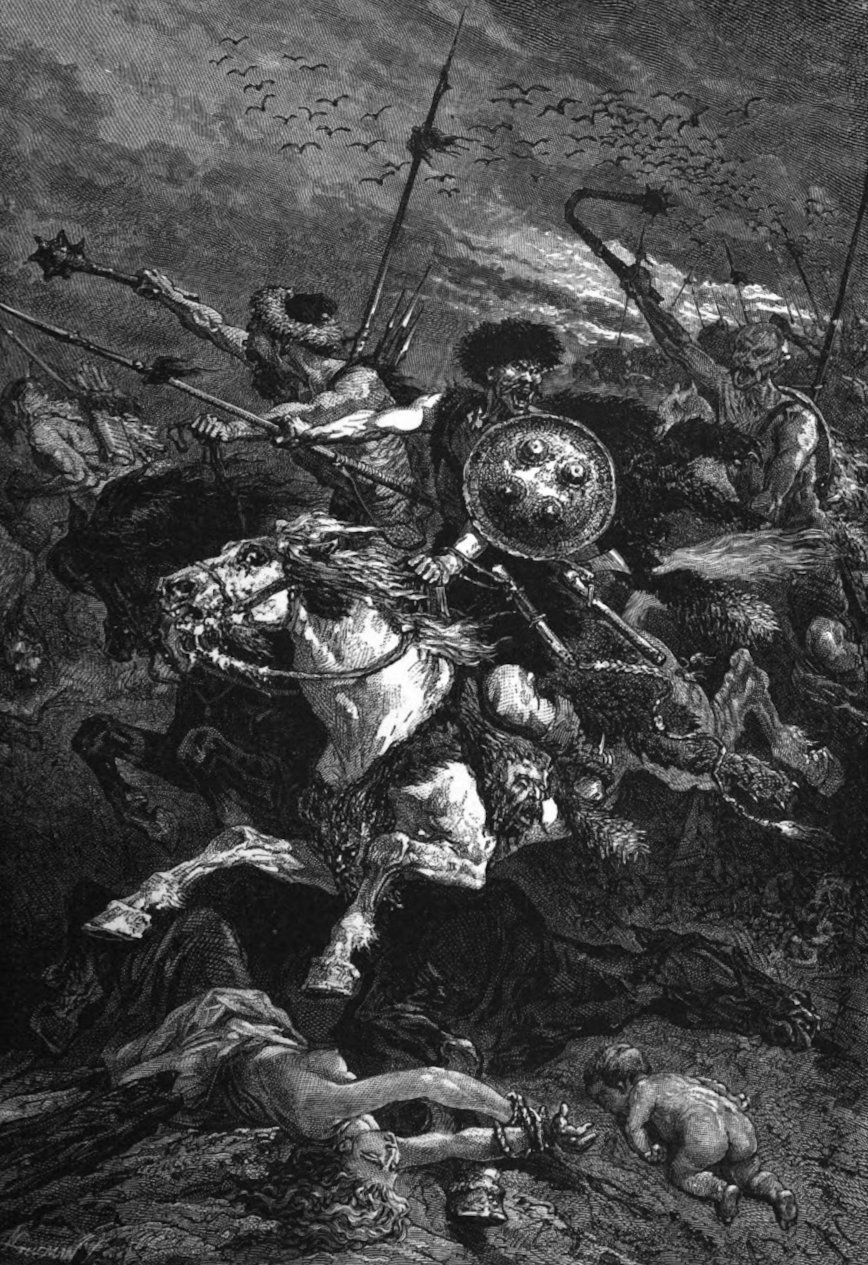
Représentation du XIXe siècle des Huns à la bataille de Chalons.
Illustration d'Alphonse de Neuville pour L'Histoire de France : depuis les temps les plus reculés jusqu'en 1789, racontée à mes petits-enfants de François Guizot.

Il n’y a pas de trace, écrite ou archéologique, de l’utilisation de bouclier. Des cuirasses à écailles de fer se trouvent déjà dans les tumuli kourganes d’époque hunnique d’Asie centrale de Ketmentöbe-Aktchikarassou ; des fragments de cottes de mailles (à Fiodorovka) et de cuirasse (à Pokrovsk-Voskhod) ont été retrouvés. Le seul casque hunnique oriental connu, de type composite fait de plaques de fer, a été retrouvé dans une tombe de Kichpek.

### Tactiques
Les récits de bataille (comme celui de la défaite des Wisigoths en 376 par Ammien Marcellin) montrent que les Huns étaient capables de manœuvres subtiles et discrètes, indiquant une chaîne efficace de commandement et une forte discipline.
La cavalerie hunnique était opérationnelle été comme hiver. Sa rapidité lui permettait de prendre ses adversaires par surprise. La tactique des Huns consistait à attaquer en groupes de cinq cents à mille cavaliers, convergeant de diverses directions. Ils ouvraient la bataille de loin par des nuées de flèches au tir précis. Quand leur adversaire ripostait, ils s’écartaient, comme s’ils fuyaient, et l’attiraient à proximité d’autres groupes qui les attendaient embusqués. Dans d’autres cas, les troupes de réserve attaquaient le camp ennemi pendant que son armée poursuivait les autres. L’ennemi ainsi désorganisé, les Huns faisaient volte-face, et attaquaient l’adversaire de plusieurs directions en même temps, les massacrant avec leurs longues épées.
Face à la mobilité et à la rapidité des archers montés huns, une manœuvre fréquemment employée par l'armée adverse, était de faire poursuivre le tireur par leurs propres troupes montées. Le cavalier hun usait alors de la technique dite de la fuite simulée, se retirant en entraînant son poursuivant à ses trousses, avant de se retourner en pleine course et de l'abattre d'une flèche, provoquant la panique dans les rangs ennemis.
Les Huns employaient la terreur pour briser toute résistance, par l’incendie et le massacre des populations civiles pour l'exemple. Ils entretenaient sciemment une réputation de sauvages sanguinaires, par des cris terribles au combat. Attila affectait ainsi « une attitude impassible, coupée de colères effrayantes sans doute en partie feintes ». Par leur seule présence, ils pouvaient obtenir d'importantes rançons sans combattre, en échange de leur départ.

### Évolution
D'abord exclusivement cavaliers des steppes, les Huns incorporent dans leur armée des Germains vassaux formant une infanterie devenant majoritaire vers 450. Ils s'approprient aussi un savoir technique de l'Antiquité tardive : Attila disposait d'artisans capables de construire des machines de guerre de siège (siège d'Aquilée de 452). Ce renforcement diversifié s'est accompagné d'une perte de mobilité, de rapidité et de discipline.

## Chronologie
- 73–91 : guerre des Xiongnu en Chine.
- 316 : les Xiongnu envahissent le Nord de la Chine.

- 484 : les Huns défont les Perses, commandés par le roi Péroz Ier.
- 565 : les Perses et les Turcs combattent ensemble contre les Huns Hephtalites et se partagent la Bactriane, conquise en commun.

### Bibliographie

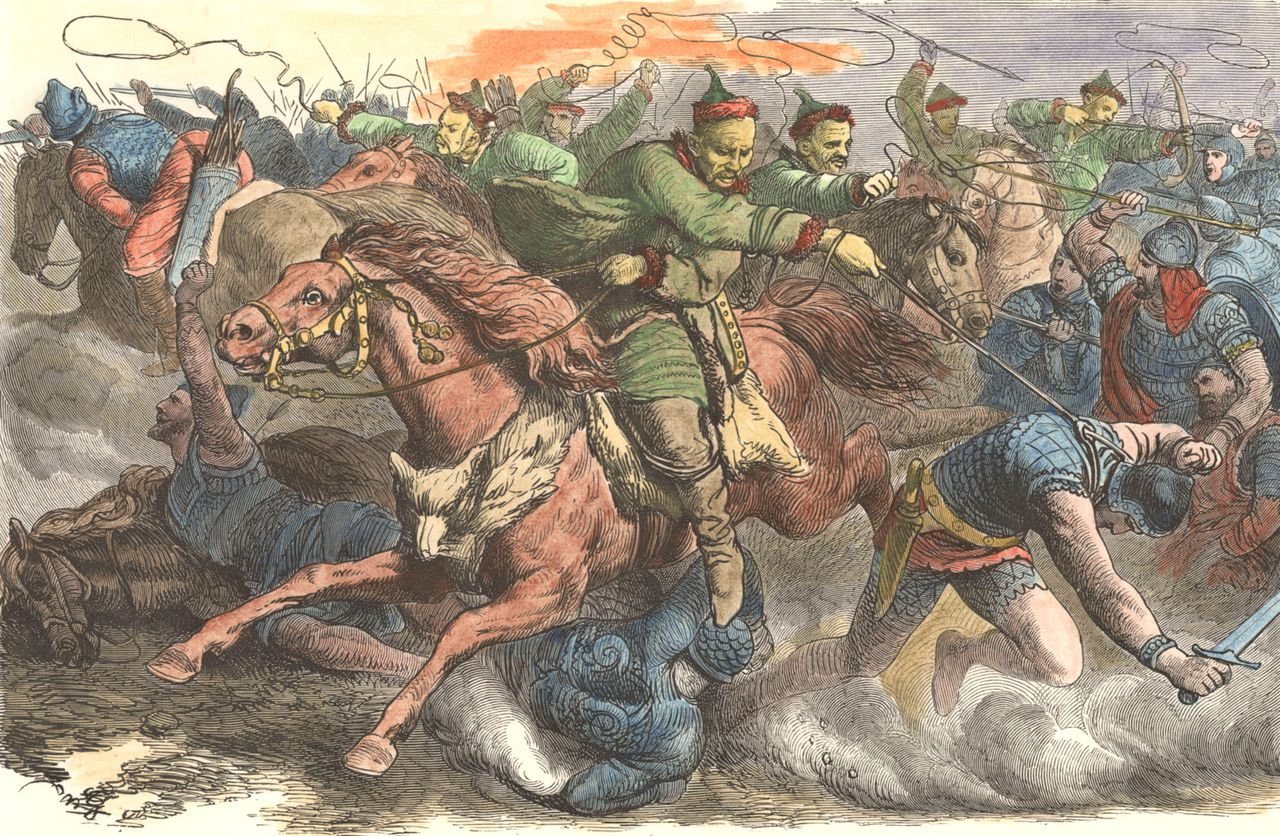
Les Huns au combat contre les Alains, illustration de Geiger (1873).

#### Ouvrages en français
- Franz Altheim, Attila et les Huns (coll. « Bibliothèque historique »), Payot, 1952, 232 p.
- István Bóna (trad. du hongrois par Katalin Escher ; texte français mis au point par Iaroslav Lebedynsky), Les Huns : le grand empire barbare d’Europe, IVe – Ve siècles [« A hunok és nagykirályaik »], Paris, Éditions Errance, 2002, 239 p. (ISBN 2-87772-223-6, présentation en ligne).
- Iaroslav Lebedynsky, Les Nomades : Les peuples nomades de la steppe des origines aux invasions mongoles (IXe siècle av. J.-C. - XIIIe siècle apr. J.-C.), Paris, Errance, 2007, 301 p. (ISBN 978-2-87772-346-6), p. 148-151.
- Frantz Grenet, « Les « Huns » dans les documents sogdiens du mont Mugh » (avec un appendice par N. Sims Williams), Études irano-aryennes offertes à Gilbert Lazard, (Cahier de Studia Iranica, 7), 1989, p. 165-184.
- Étienne de La Vaissière, Histoire des marchands sogdiens, (Mémoires de l’IHEC, 32), Paris, Collège de France / de Boccard, 2002.
- Étienne de La Vaissière, « Huns et Xiongnu », Central Asiatic Journal, vol. 49, no 1,‎ 2005, p. 3-26 (lire en ligne).
- Iaroslav Lebedynsky, Huns d'Europe, Huns d'Asie : histoire et cultures des peuples hunniques, IVe – Ve siècle, Arles, Editions Errance, 2018, 229 p. (ISBN 978-2-87772-630-6).
- Jean-Paul Roux, Histoire des Turcs : Deux mille ans du Pacifique à la Méditerranée, Paris, Fayard, 2003, 495 p. (ISBN 2-213-60672-2)

#### Autres
- (de) M. Alram, « Alchon und Nēzak. Zur Geschichte der iranischen Hunnen in Mittelasien », dans La Persia e l’Asia Centrale da Alessandro Magno al X secolo, (Atti dei Conveigni Lincei, 127), Rome, 1996, p. 519-554.
- (it) Paolo Daffinà, « Chih-chih Shan-Yü », Rivista degli Studi Orientali, 1969, XLIV-3, p. 199-232.
- (it) Paolo Daffinà, « Stato presente e prospettive della quetione unnica », dans S. Blason Scarel (éd.), Attila. Flagellum dei ?, Rome, 1994, p. 5-17.
- (en) Kazuo Enoki, « Sogdiana and the Hsiung-nu », Central Asiatic Journal, vol. 1, no 1,‎ 1955, p. 43-62.
- (en) P. B. Damgaard et N. Marchi, « 137 ancient human genomes from across the Eurasian steppes », sur Nature, Nature Research, 9 mai 2018 (PMID 29743675, DOI 10.1038/s41586-018-0094-2, Bibcode 2018Natur.557..369D, S2CID 13670282, consulté le 11 avril 2020), p. 369–373
- (en) M. Erdy, « An Overview of the Xiongnu Type Cauldron Finds of Eurasia in Three Media, with Historical Observations », dans B. Genito (dir.), Archaeology of the steppes, Naples, 1994, p. 379-438.
- (de) Robert Göbl, « Dokumente zur Geschichte der iranischen Hunnen », dans Baktrien und Indien, 4 vol., Wiesbaden, 1967.
- (en) Peter Golden, « An Introduction to the History of the Turkic Peoples », (Turcologica, 9), Wiesbaden, 1992, lire en ligne.
- (en) W. B. Henning, « The Date of the Sogdian Ancient Letters », Bulletin of the School of Oriental and African Studies, XII3/4, 1948, p. 601-615.
- (en) Christine Keyser et Vincent Zvénigorosky, « Genetic evidence suggests a sense of family, parity and conquest in the Xiongnu Iron Age nomads of Mongolia », sur Human Genetics, Springer, 30 juillet 2020 (PMID 32734383, DOI 10.1007/s00439-020-02209-4, S2CID 220881540, consulté le 29 septembre 2020), p. 369–373
- (en) Otto Maenchen-Helfen, « Pseudo-Huns », Central Asiatic Journal, 1, 1955 p. 101-106.
- (en) Otto Maenchen-Helfen, « Archaistic Names of the Hiung-nu », Central Asiatic Journal, 6, 1961, p. 249-261.
- (en) Otto Maenchen-Helfen, The World of the Huns : Studies in Their History and Culture, Berkeley / Los Angeles / Londres, University of California Press, 1973, XXIX-602 p. (ISBN 0-520-01596-7, OCLC 801712, lire en ligne).
- (en) Endre Neparáczki et Zoltán Maróti, « Y-chromosome haplogroups from Hun, Avar and conquering Hungarian period nomadic people of the Carpathian Basin », sur Scientific Reports, Nature Research, 12 novembre 2019 (PMID 31719606, PMCID 6851379, DOI 10.1038/s41598-019-53105-5, Bibcode 2019NatSR...916569N), p. 16569
- (en) Alexander Savelyev et Choongwon Jeong, « Early nomads of the Eastern Steppe and their tentative connections in the West », Evolutionary Human Sciences, Cambridge University Press, vol. 2,‎ 7 mai 2020, article no e20 (DOI 10.1017/ehs.2020.18 )
- Ying-Shih Yü, « The Hsiung-nu », dans D. Sinor (éd.), Cambridge History of Early Inner Asia, Cambridge, 1990, p. 118-149.